# Kržava (Pljevlja)
Pour les articles homonymes, voir Kržava.
Kržava (en serbe cyrillique : Кржава) est un village du nord du Monténégro, dans la municipalité de Pljevlja.

## Démographie

### Évolution historique de la population
| 1948 | 1953 | 1961 | 1971 | 1981 | 1991 | 2003 |
| ---- | ---- | ---- | ---- | ---- | ---- | ---- |
| 89   | 72   | 91   | 86   | 75   | 39   | 12   |